# 더 실드 (프로레슬링)

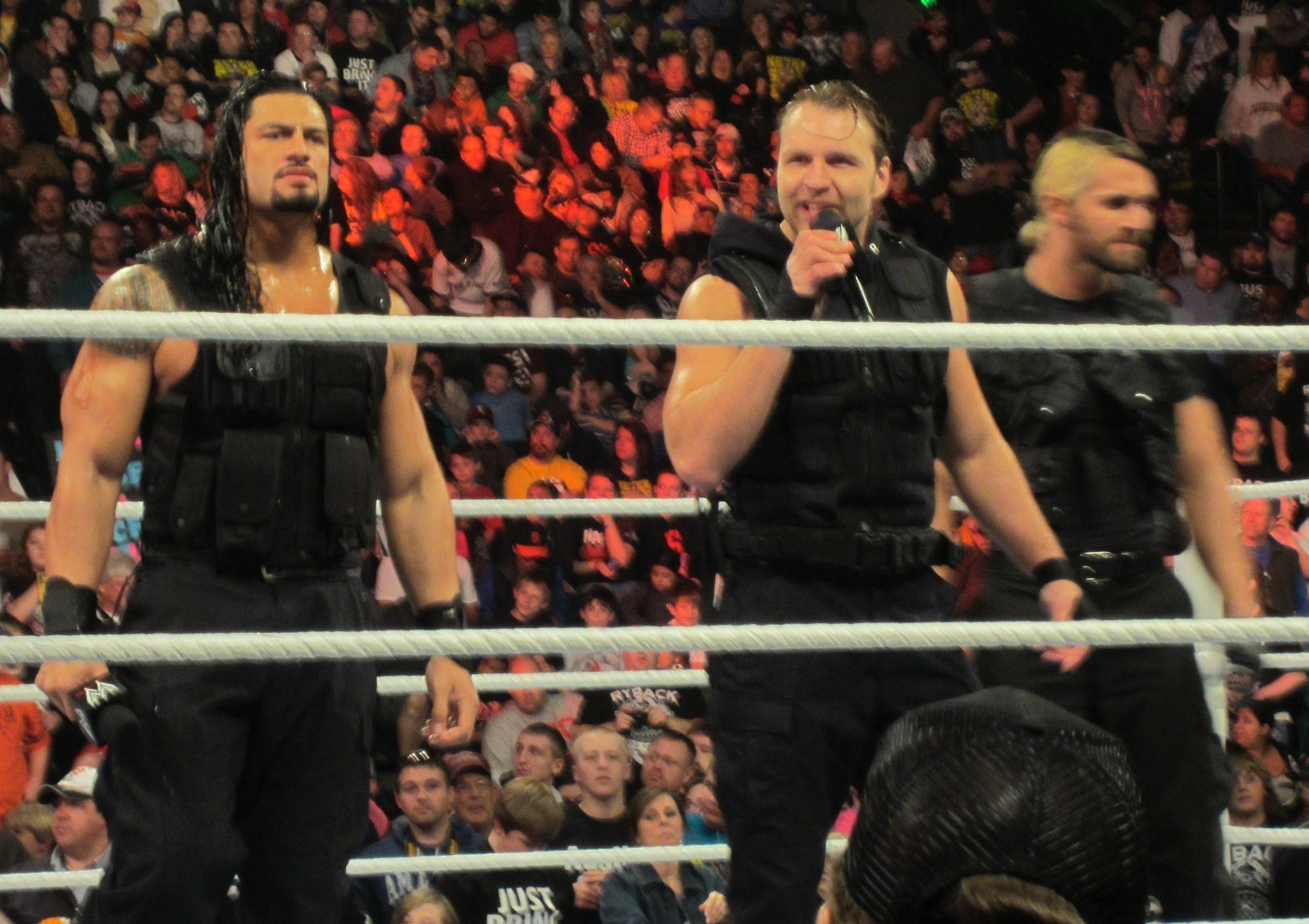

쉴드(The Shield)는 딘 앰브로스, 세스 롤린스, 로만 레인즈로 이루어진 3인조 악역 태그팀이다. 이들의 결성은 2012년 11월 18일 서바이벌 시리즈에서 갑자기 라이백을 공격하면서 WWE에 등장했다. 이들은 항상 관중석 뒤쪽 문에서 등장을 했었다. 2013년은  디 오소리티의 하수인으로서 WWE 유나이티드 스테이츠 챔피언십과, WWE 태그팀 챔피언십을 차지하면서 권력층의 경호원들로 역할을 잘했다. 그러나 2014년 초반부터  디 오소리티(Authority)와 슬슬 대립을 하면서 분열 조짐을 보이더니 과거 트리플 H 의 측근이었던 뉴 에이지 아웃로스와 당시 WWE의 운영국장이었던 케인을 격파하며 다음 TV쇼 WWE RAW에서 급기야 트리플 H의 측근들과 난투극을 벌여 디 오소리티와 척을 지게 되었고 '익스트림 룰스 (2014)'와 '페이백 (2014)'에서 에볼루션을 참살한다. 그러나 2014년 6월 2일 러에서 롤린스가 트리플 H의 'PLAN B'의 계획을 듣고 멤버들을 공격하고 어소리티에 재가입하면서 끝내 6월 20일 해체되었고 2017년 10월 9일 진행되었던 WWE 러를 통해 더 미즈와 커티스 액슬 그리고 세자로 & 쉐이머스를 무자비하게 공격하고 3년만에 재결성 하게 되었으나 2018년 10월 22일 로만의 백혈병 투병으로 인한 잠정 은퇴와 앰브로스의 세스를 향한 배신으로 2차 해체를 맞이한다. .

## 프로레슬링
- 프로레슬링 기술

- - 세스 롤린스
    - 블랙 아웃/피스 오브 마인(런닝 스톰프), 다이빙 하이 니, 킹 슬랜딩/립코드 니(위스트락 쇼트-암 하이 니)

- - 딘 앰브로스
    - 더티 디즈(헤드락 드라이버 or a 스냅 더블 언더훅 DDT)

- - 로만 레인즈
    - 스피어